# 茹拉夫西克 (米洛韋區)
49°15′29″N 40°3′50″E / 49.25806°N 40.06389°E
茹拉夫斯凱（烏克蘭語：Журавське）是位於烏克蘭東部的村莊，由盧甘斯克州舊比利斯克區的米洛韋市鎮負責管轄。該村始建於1902年，面積0.65平方公里，海拔高度173米，2001年人口296，人口密度每平方公里455.4人。